# 馮明玠
馮明玠（16世紀—17世紀），字五玉，號忝生，南直隸松江府華亭縣人，明朝、南明政治人物。

## 生平
馮明玠是萬曆四十年（1612年）壬子科應天鄉試舉人，天啟二年（1622年）壬戌科進士。授澄海縣知縣，用文治理當地，當地人祀在名宦祠，升廣東道監察御史，論劾監軍郎中張若麒貪功而戰敗，應治理其罪行。崇祯六年（1633年）復除福建道，巡按山西時因被清兵攻入當地而遭削籍。弘光帝即位，起為廣西道監察御史，與劉呈瑞、畢十臣、郝錦、姚士恒均有正直名聲。

## 家族
曾祖馮璧。祖馮之良。父馮慰韜。